# HC 46 Bardejov
Le HC 46 Bardejov est un club de hockey sur glace de Bardejov en Slovaquie. Il évolue dans la 1.liga, le second échelon slovaque.

## Historique
Le club est créé en 1946.

## Palmarès
- Aucun titre.